# Kygo
Kyrre Gørvell-Dahll, známý spíše jako Kygo (* 11. září 1991, Singapur) je norský hudební skladatel, diskžokej, textař a klavírista. Mezinárodní pozornost získal svými remixy, které na jeho Soundcloudu slyšelo přes 80 milionů lidí. Na YouTube později vydal svou první oficiální píseň „Firestone“, kterou zhlédlo přes 711 milionů lidí. Později uzavřel smlouvu s Ultra Music, což je jedna z největších nahrávacích společností elektronické hudby. Ze začátku se jeho tvorba řadila k hudebnímu stylu tropical house s prvky deep housu a soulu, později se přiklonil spíše k popové tvorbě či house.
Na nových písních spolupracuje s Willem Heardem, Labrinthem, Ellou Henderson, Maty Noyesovou, Parsonsem Jamesem nebo Tomem Odellem. 13. května 2016 vyšlo oficiálně jeho debutové album Cloud Nine, které v americké albové hitparádě Billboard 200 debutovalo na 11. místě.

## Kariéra
Kygo proslul svou hrou na klavír, na který hrál již od svých 6 let. Ve svých začátcích se snažil o propagaci žánru tropical house. Tento styl použil ve svých remixech známých písní, jako například „Sexual Healing“ od Marvina Gaye nebo „I See Fire“ od Eda Sheerana.

## Diskografie
Studiová alba
- Cloud Nine (2016)
- Kids in Love (2017)
- Golden Hour (2020)
- Thrill of the Chase (2022)
- Kygo (2024)